# Ratolí marsupial d'Archer
El ratolí marsupial d'Archer (Sminthopsis archeri) és un ratolí marsupial descrit per Van Dyck el 1986. Les parts superiors del seu cos són de color castany. La llargada total és de 167-210 mm, dels quals 85-105 del musell a l'anus i 82-105 mm de la cua. Les potes posteriors mesuren 17-20 mm, les orelles 17-21 mm i l'animal en general pesa 15-20 grams.